# Ga North Municipal District
Der Distrikt Ga North Municipal District ist einer von 29 Distrikten der Greater Accra Region in Ghana. Er hat eine Größe von 52,59 km² und 235.292 Einwohner (2021). 

## Geschichte
Ursprünglich war er 2004 Teil des damals größeren Ga West District, bis der östliche Teil des Distrikts am 15. März 2018 abgetrennt wurde, um den Ga North Municipal District zu schaffen. der verbleibende Teil wurde daher als Ga West Municipal District beibehalten. Der Bezirk liegt im westlichen Teil der Greater Accra Region und hat Ofankor als Hauptstadt.

## Einwohnerentwicklung
Die folgende Übersicht zeigt die Einwohnerzahlen nach dem jeweiligen Gebietsstand.
| Jahr | Einwohner |
| ---- | --------- |
| 2010 | 103.965   |
| 2021 | 235.292   |